# Туришин Віталій Андрійович
Віта́лій Андрі́йович Тури́шин — старший солдат Збройних сил України.
Старший солдат медичної служби, військово-медичного клінічного центру Західного регіону.
21 жовтня 2014 року — за особисту мужність і героїзм, виявлені у захисті державного суверенітету та територіальної цілісності України, вірність військовій присязі під час російсько-української війни — нагороджений орденом «За мужність» III ступеня.
Вдостоєний подяки Міністерства оборони України.